# Limenitis negrina
Limenitis negrina är en fjärilsart som beskrevs av Hans Fruhstorfer 1915. Limenitis negrina ingår i släktet Limenitis och familjen praktfjärilar. Inga underarter finns listade i Catalogue of Life.